# 火星周回軌道
火星周回軌道（かせいしゅうかいきどう、英: Areocentric orbit）とは火星を中心として周回する軌道である。火星の衛星であるフォボスとダイモス、そして火星探査機のオービターが火星周回軌道を周回している。
接頭語であるアレオ（areo-）とはギリシャ神話における火星を擬人化した神、アレース（Ares）に由来する。